# مدینةالرضا

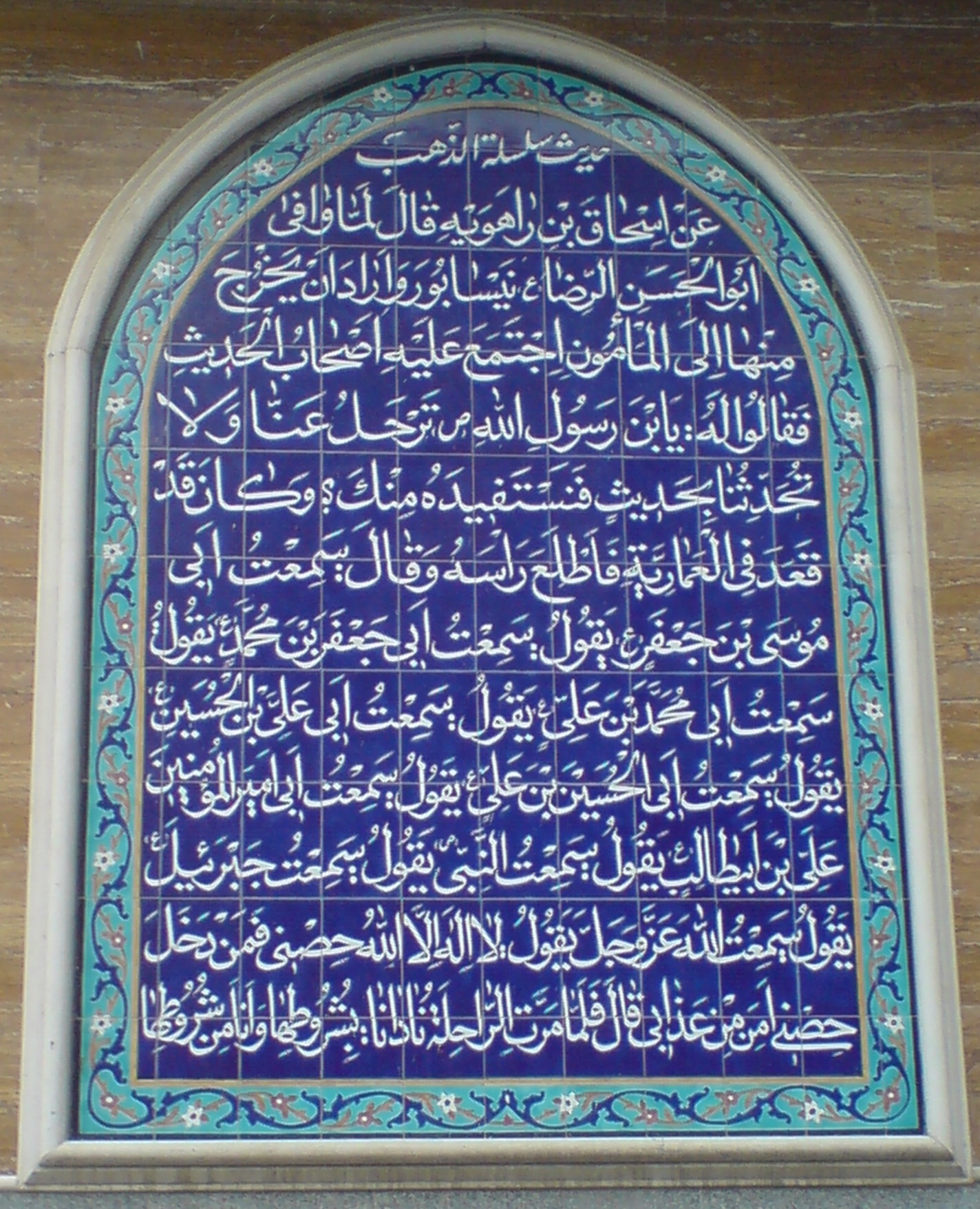
کتیبه کاشی‌کاری شده متن حدیث سلسلة الذهب (۱۳۸۸ ش) در نیشابور؛ این حدیث، در پی درخواست مردم و محدثان نیشابور در سال ۲۰۰ هجری، توسط علی بن موسی الرضا روایت گردید.

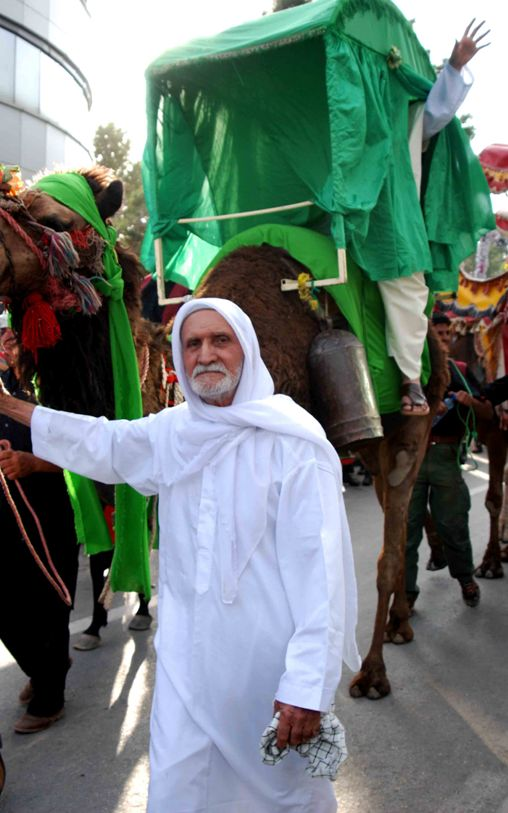
نمایی از آیین روز ملی خراسان (دهم تیرماه)

مَدینَةُالرِّضا [Madina-to-Rezā]؛ نام آیین و یادمانی است برای نیشابور که به واقعه تاریخی حضور امام هشتم شیعیان در سال ۲۰۰ هجری قمری در این شهر و رویدادهای مرتبط با آن، اشاره می‌نماید. در دوران معاصر، پیشینه حضور علی بن موسی الرضا در نیشابور، مورد توجه ویژه قرار گرفته و این نام، در یادکرد و معرفی این پیشینه و نیز جایگاه این شهر در تاریخ و مذهب تشیع، در منابع اطلاع‌رسانی و گزارش‌های خبری، مورد استفاده قرار می‌گیرد. در این راستا، در روز دهم تیرماه به عنوان سالروز ورود علی ابن موسی الرضا به نیشابور و خراسان، آیین ویژه‌ای برگزار می‌شود. دهم تیرماه، بر پایه مصوبه ۶۳ شورای فرهنگ عمومی استان خراسان رضوی، با عنوان روز ملی خراسان نامگذاری شده‌است.

## نام‌شناخت
مَدینَةُالرِّضا؛ نام آیینی و یادمانی است برای نیشابور که به واقعه تاریخی حضور امام هشتم شیعیان در سال ۲۰۰ هجری قمری در این شهر و رویدادهای مرتبط با آن، اشاره می‌نماید. المدینة الرضا (al-Madīna-tu ar-Rezā) که به معنی شهر رضا است، جنبه افتخاری داشته و یادآور حضور علی بن موسی‌الرضا در این شهر است.

کتاب تاریخ نیشابور نوشته ابوعبدالله حاکم نیشابوری؛ یکی از منابع تاریخی قدیمی رویدادهای زمان حضور رضا در نیشابور

## پیشینه
در سال ۲۰۰ هجری؛ علی بن موسی الرضا، در پی درخواست مأمون، خلیفه عباسی، که در مرو حکومت می‌کرد، از شهر مدینه به مرو رهسپار گردید. مسیر حرکت او و کاروان همراهش از مدینه به مرو را راهی دانسته‌اند که از شهرها و مناطقی همچون مدینه، نباج، بصره، اهواز، شوشتر، دزفول، دیمی، کهنک، ارجان (بهبهان)، ابرکوه (ابرقو)، ده‌شیر (فراشاه)، خرانق (مشهدک)، رباط پشت بام، نیشابور، قدمگاه نیشابور (اسپریس)، ده‌سرخ، توس، سرخس و مرو عبور می‌کند. نیشابور، از شهرهای مهمی بود که رضا در آنجا توقف کرد. در آن زمان، نیشابور، پس از مرو، مهم‌ترین و بزرگترین شهر خراسان بود و یکی از مراکز مهم و بزرگ علمی و اقتصادی جهان اسلام به‌شمار می‌آمد. ورود رضا به نیشابور در گزارش‌های متعددی در منابع و تذکره‌ها ثبت شده‌است. رویداد تاریخی حضور رضا در نیشابور را ابوعبدالله حاکم نیشابوری، نویسنده کتاب مشهور تاریخ نیشابور، با عبارت مفاخر نیسابور قدیم که برکت آن تا اَبد بر سُکّان این بلد [شهر] فایض و باقی است؛ و فریدون گرایلی، تاریخ‌نگار معاصر نیشابور، با عبارت خاک پایی که سرمه چشم نیشابور شد توصیف نموده‌اند.

### قرن دوم هجری
به عقیده شیعیان در هنگام ورود رضا؛ هزاران تَن از مردم، عالمان دینی و دانشمندان به همراهی ابویعقوب اسحاق راهویه مروزی، از بزرگان شهر و مجتهدان طراز اول زمان، تا قریه مویدیه به پیشواز وی رفتند. رضا پس از ورود به شهر نیشابور، در محلهٔ فز در ناحیهٔ غربی شهر و در خانه شخصی به نام پسنده، واقع در کوچه بلاش‌آباد، اقامت گزید. منابع مختلف، رویدادهای هم‌زمان با حضور رضا در این شهر را به شرح زیر بازگو نموده‌اند:

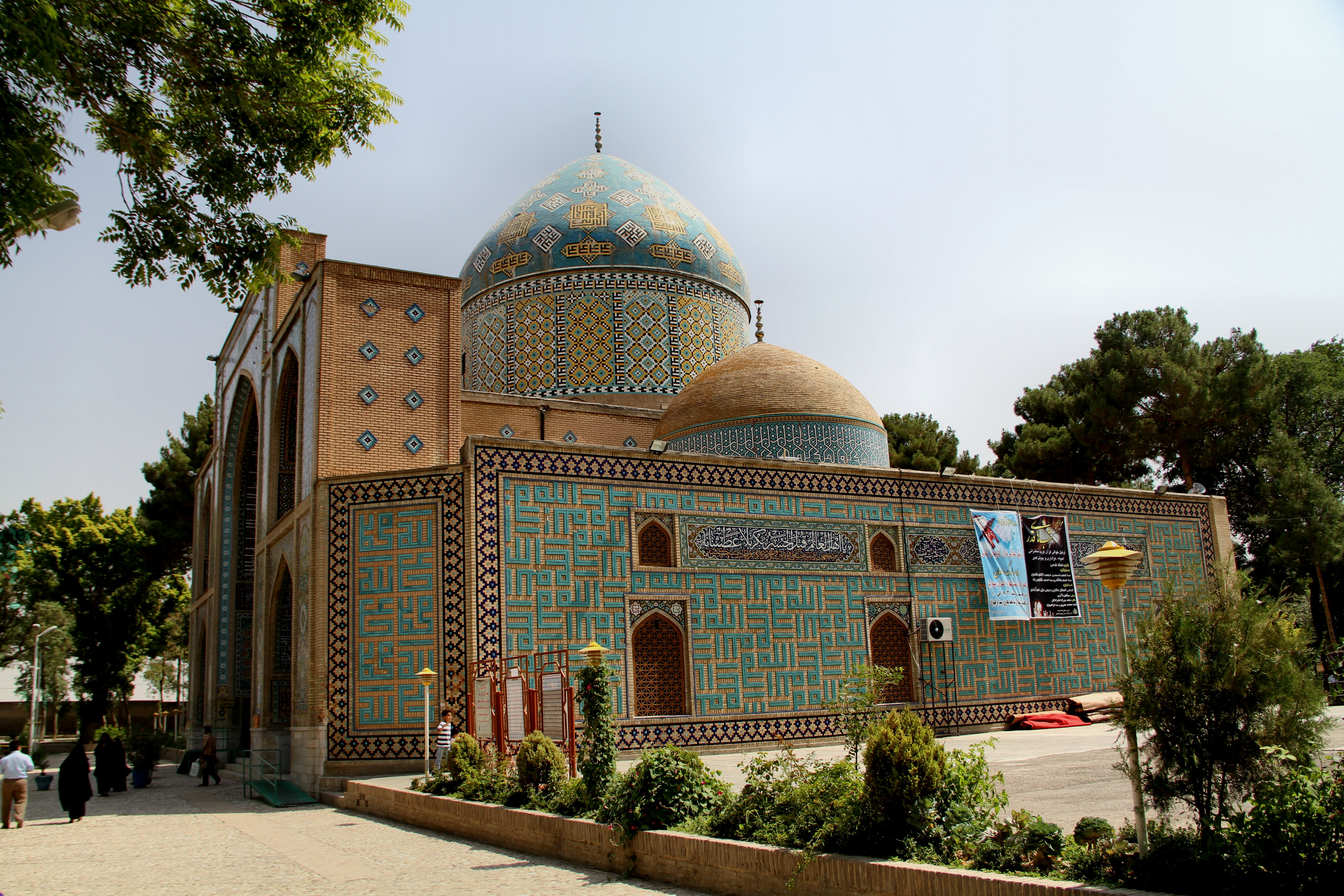
نمایی از بنای آرامگاه امامزاده محمد محروق در جنوب شرقی شهر نیشابور؛ علی بن موسی‌الرضا در زمان حضور در نیشابور، در سال ۲۰۰ هجری، مقبره محمد محروق را زیارت نمود.

- روایت و بیان حدیث معروف و مشهور سلسلة الذهب
- روایت حدیث التَّعْظِیم لِأَمْرِ اللَّهِ و الشفقة علی خلق‌الله
- احیای چشمه و حمام کهلان
- کاشتن دانه بادامی در خانه پسنده نیشابوری[۱۲]
- درس عملی اخلاق در ماجرای صُفّه
- نشان دادن باب کعبه (جهت قبله)
- زیارت آرامگاه امامزاده محمد محروق در محله تلاجرد[۱۳]
- طبابت در رباط سعد نیشابور
- اقامت کوتاه در قدمگاه نیشابور[۱۴]

در هنگام کوچ رضا از نیشابور؛ عالمان و محدثان شهر، از او خواستند تا حدیثی از پدرش را برای آن‌ها بگوید و رضا، حدیث مشهور سلسلةالذهب را گفت.

### نقطه عطف
منابع تاریخی، شمار مردمان بدرقه‌کننده رضا، دانشمندان و حدیث‌نویسان را هزاران تَن، ذکر کرده‌اند؛ محمدرضا حکیمی، نویسنده و اندیشمند اسلامی، در این باره گفته است: روزی که شاید در همه اروپا دوازده تن یافت نمی‌شدند که نوشتن و خواندن بدانند در نیشابور، ۱۲٬۰۰۰ قلمدان مرصع بیرون می‌آمد تا یک حدیث را از زبان فرزند پیامبر بنویسند. چنان‌که نوشته‌اند؛ حضور رضا در این شهر، موجب شد تا تشیع و شیعیان در نیشابور، مشهد و بیهق پایگاهی پایدار یافته و خاندان‌های چندی از سادات علوی در این منطقه سکونت گزیدند و این شهر را که در آن گرایش‌های فکری و مذهبی دیگر رایج در ایران آن زمان؛ همچون کرامیان، شافعیان، حنفیان، اسماعیلیان، مسیحیان، صوفیان، زرتشتیان و … نیز فعالیت داشتند؛ پایگاه خود قرار دادند. از این روی، حضور رضا در نیشابور را نقطه عطفی در تاریخ تشیّع این منطقه و به دنبال آن در ایران دانسته‌اند.

## نام یادمانی و یادمان‌ها

### مدینةالرضا
در دوران معاصر، پیشینه حضور رضا در نیشابور، توسط دولتمردان این شهر مورد توجه قرار گرفته؛
چنان‌که در چهارمین نطق پیش از دستور مجلس ایران در ۲۰ شهریور ۱۳۸۷، توسط یکی از نمایندگان مردم این شهر و شهرستان، بر پیشینه و انتساب نام مدینةالرضا به نیشابور، تأکید گردیده است و همچنین این نام، در یادکرد و معرفی پیشینه حضور رضا در نیشابور و جایگاه این شهر در تاریخ و مذهب تشیع، منابع اطلاع‌رسانی و گزارش‌های خبری، مورد استفاده قرار می‌گیرد.

### روز ملی خراسان
طبق مصوبه ۶۳ شورای فرهنگی عمومی استان خراسان رضوی؛ دهم تیرماه به عنوان سالروز ورود رضا به نیشابور؛ روز ملی خراسان نام‌گذاری شده‌است. این نام‌گذاری سالروز ورود رضا به خراسان را یادآور می‌شود. آیین بزرگداشت دهم تیرماه سالروز ورود علی‌بن موسی الرضا به نیشابور و روز ملی خراسان، از مجموعه برنامه‌های ویژه جشنواره بین‌المللی رضا است که هر ساله در نیشابور برگزار می‌شود.

### یادمان‌جای‌ها

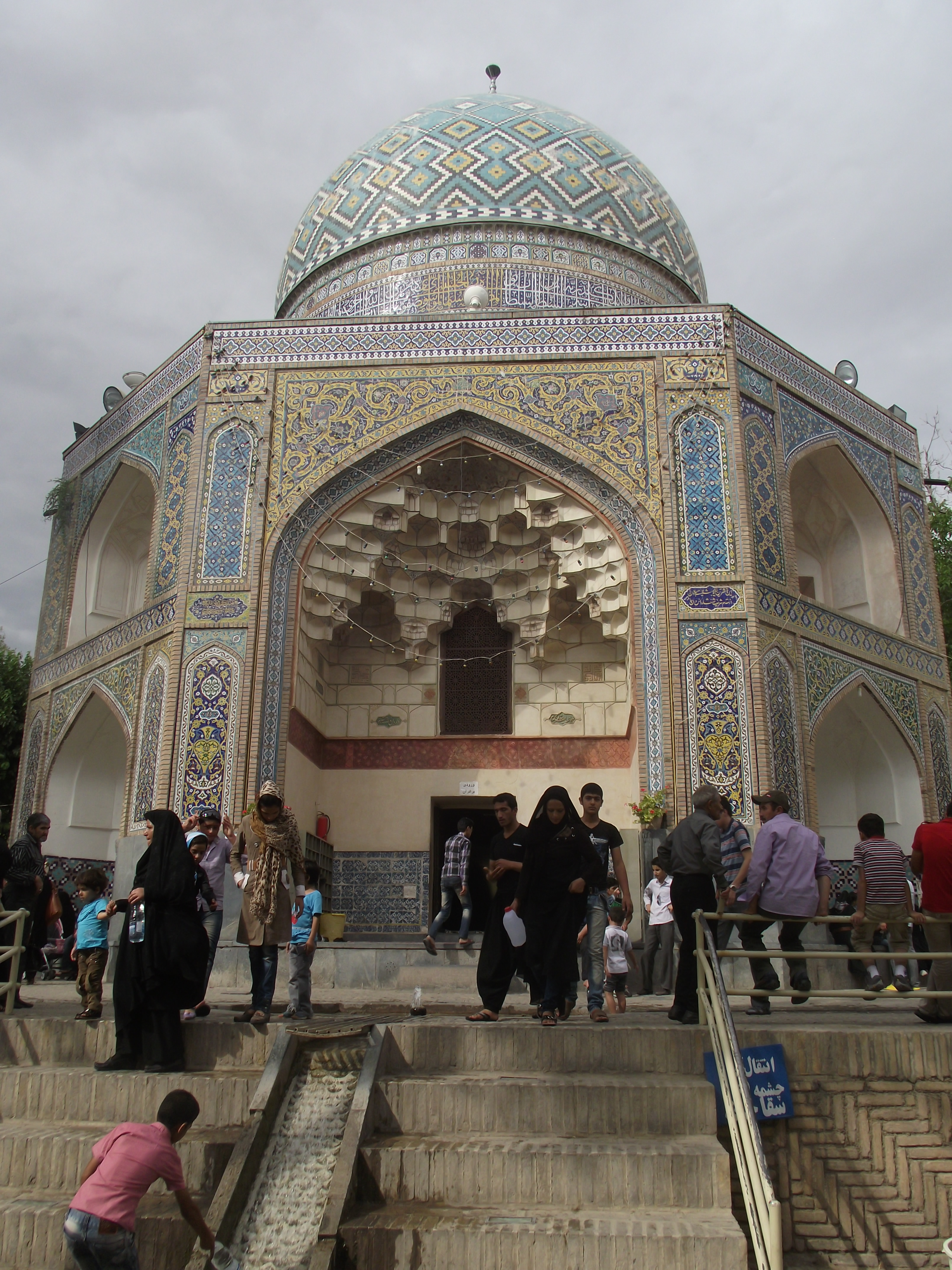
نمایی از بقعه قدمگاه رضوی در ۲۴ کیلومتری شهر نیشابور؛ این محل، یکی از توقف‌گاه‌های امام هشتم شیعیان در قرن دوم هجری است.

افزون بر رویدادها و حکایت‌هایی که در زمینه واقعه تاریخی حضور رضا در نیشابور، در منابع گوناگون ثبت شده دو بنای آرامگاهی در دورن شهر نیشابور و یک بنای یادمانی در بیرون شهر وجود دارند که در زمره یادمان‌های رضوی این دیار به‌شمار می‌آیند.
- آرامگاه امامزاده محروق: بنا بر کتاب تاریخ الحاکم، رضا در یکی از روزهای حضور در نیشابور به زیارت مقبره امامزاده محمد محروق که در قبرستان تلاجرد مدفون بود، رفت.[۳۳] بقعه امامزاده محمد محروق، در باغی پیوسته به باغ آرامگاه خیام نیشابوری، در جنوب شرقی شهر امروز نیشابور، قرار گرفته‌است.[۳۴]
- آرامگاه پسنده نیشابوری: پسنده، شخصی است که رضا در زمان حضورش در نیشابور، در منزل وی، اقامت گزید.[۳۵] بقعه و آرامگاه پسنده نیشابوری، در فاصله‌ای از شمال آرامگاه بی‌بی شطیطه، در انتهای خیابان امام خمینی، در غرب شهر نیشابور امروزی، واقع شده‌است.[۳۶]
- بقعه قدمگاه رضوی: قدمگاه یا اسپریس، یکی از توقفگاه‌های رضا پس از کوچ از نیشابور است که با آب چشمه‌ای که در آن محل است وضو ساخته و نماز گزارد.[۳۷] قدمگاه در ۲۴ کیلومتر شرق شهر نیشابور و در مسیر جاده نیشابور به مشهد، قرار گرفته‌است در کنار این بقعه، مجموعه‌ای از بناهای تاریخی دیگر وجود دارد که شاخص‌ترین آن‌ها، کاروان‌سرای شاه‌عباسی قدمگاه است.[۳۸]